# Passionspelare

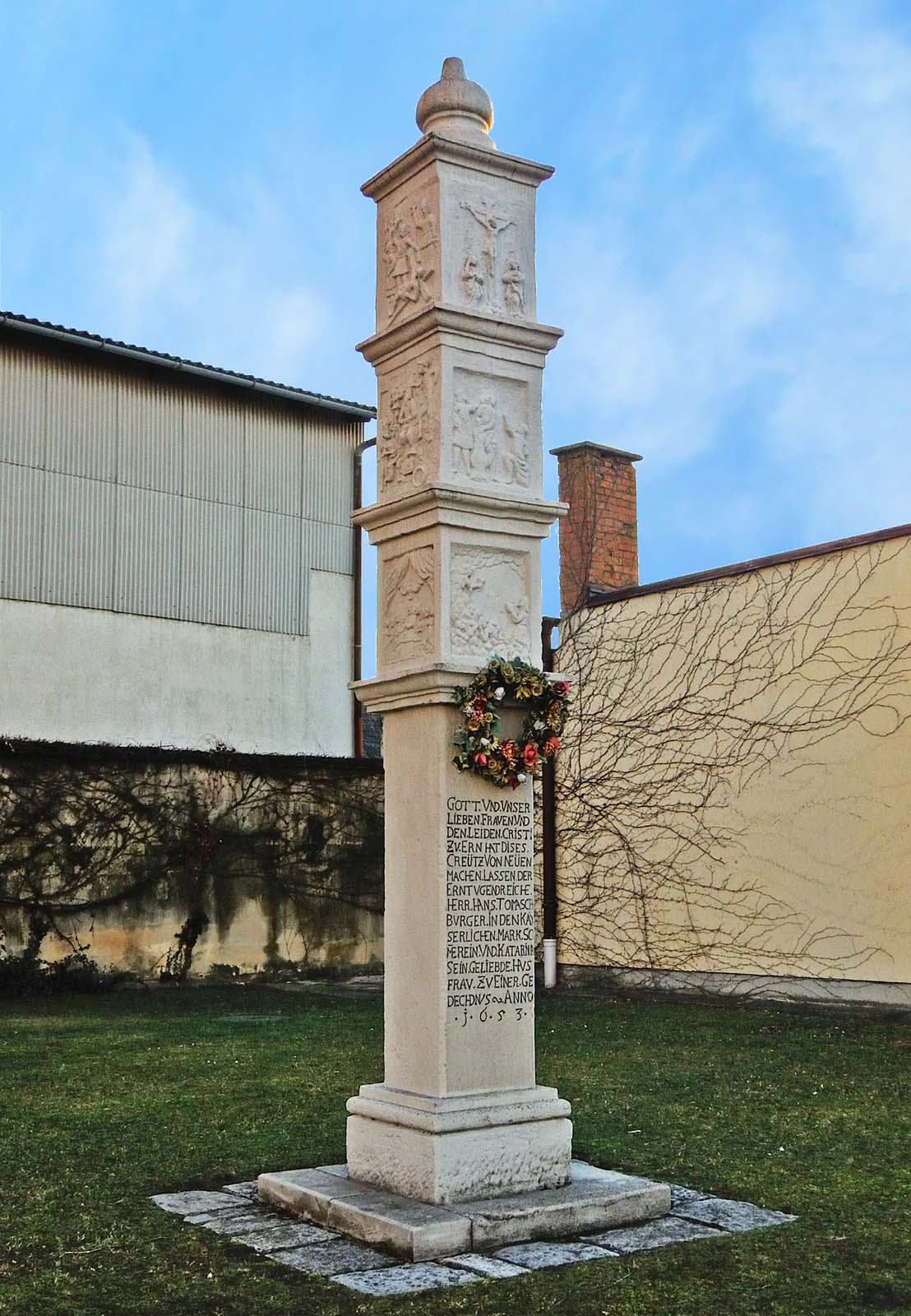
Passionspelare i Sommerein i Österrike.

Passionspelare avser en pelare eller kolonn med scener från Jesu lidande och död. Motiv kan vara Korsfästelsen, den pinade Kristus, lans, svärd med Malkos öra, gissel, rep, Veronikas svetteduk, lanterna, ättikssvamp och tupp.